# Una volta c'era una vecchia
Una volta c'era una vecchia (titolo originale There Was an Old Woman, 1943) è un romanzo giallo del duo di scrittori Ellery Queen.

## Trama
Ellery Queen si trova casualmente coinvolto nelle vicenda della famiglia Pott, retta con piglio autoritario dalla capofamiglia Cornelia Pott,  la "vecchia signora" del titolo. Moglie in prime nozze del signor Pott, da cui ha avuto tre figli (Horathio, Louella e Thurlow), da successive seconde nozze con Brent ha avuto altri tre figli: Robert, Mac e Sheela. Cornelia è riuscita nel primo matrimonio a creare la più grande azienda calzaturiera degli Stati Uniti; morto il marito, ha continuato a condurre l'azienda impiegando in ruoli dirigenziali i due figli del secondo matrimonio, Robert e Mac. Horathio, Louella e Thurlow, invece, vivono in un mondo irreale tutto loro; il primo si è costruito una sorta di casa incantata delle fiabe, la seconda è costantemente immersa in cervellotici e futili esperimenti chimici, mentre Thurlow passa il suo tempo nelle aule dei tribunali intentando causa per diffamazione contro chiunque lo guardi storto. La vecchia signora e i figli vivono tutti in una grande casa; qui cominciano ad avvenire strane morti ed assassinii. L'avvocato di famiglia, fidanzato di Sheela,  prega Ellery di intervenire prima che sia troppo tardi.

## Personaggi principali
- Cornelia Potts -  anziana proprietaria dei Calzaturifici Potts
- Horatio, Louella, Thurlow Potts - figli di Cornelia Potts e del suo primo marito
- Robert, Mac, Sheela Potts - figli di Cornelia Potts e del suo secondo marito
- Steve Brent - secondo marito di Cornelia
- Charles (Charley) Paxton - avvocato di famiglia, fidanzato di Sheela
- Maggiore Gotch - amico di Steve Brent
- Dottor Waggoner Innis - medico di famiglia
- Simon Underhill - direttore degli stabilimenti Potts
- Flint, Piggott, Hesse, Johnson - poliziotti
- Sergente Thomas Velie - della Squadra Omicidi
- Richard Queen - capo della Squadra Omicidi
- Ellery Queen - scrittore, investigatore

## Critica
"Nell'aprile 1939 era morto Van Dine e il libro era probabilmente un tributo al loro primo grande 'maestro'... Certamente c'è una somiglianza più che casuale con L'enigma dell'alfiere di Van Dine. 
Nel corso della trama vi sembra di essere sempre un passo avanti a EQ. Poi pare che la prima soluzione non sia quella giusta. O invece lo è? Primo di una serie di finali con colpi di scena multipli. Viene introdotta Nikki Porter [...] Lee riteneva che questo fosse il suo peggior libro."

## Edizioni
- Ellery Queen, Una volta c'era una vecchia, collana Biblioteca del Giallo Mondadori (n.18), Arnoldo Mondadori Editore, 1964,  p. 208.